# Wenvoe
Wenvoe es una localidad situada en el condado de Vale of Glamorgan, en Gales (Reino Unido), con una población estimada a mediados de 2016 de 1125 habitantes.
Se encuentra ubicada al sur de Gales, a poca distancia de la costa del canal de Bristol y al oeste de Cardiff.

## History
En los últimos períodos medievales, se registra que Wenvoe pertenecía a tres familias: De Sully, le Fleming y Malefaunt. Sin embargo, según Clifford Spurgeon, no fue hasta finales de la década de 1530 que se mencionó un castillo en Wenvoe, cuando apareció en John Leland's Itinerario. Después de pertenecer a la corona, perteneció sucesivamente a las familias Thomas, Birt y Jenner. La familia Thomas heredó el Castillo de Wenvoe en 1560 cuando Jevan ap Harpway de Tresimont, Hertfordshire se casó con Catherine, la única hija y heredera de Thomas ap Thomas. En 1774, la familia Thomas se endeudó y vendió la propiedad a Peter Birt, un magnate del carbón de Yorkshire. Birt ordenó la construcción de un nuevo castillo en 1776-1777, bajo el diseño de arquitecto Robert Adam, su único edificio en Gales.